# Hans-Georg Opitz
Hans-Georg Opitz (* 1. Juni 1905 in Berlin-Johannisthal; † 9. Juli 1941 bei Lemberg) war ein deutscher evangelischer Kirchenhistoriker.

## Leben
Nachdem Opitz sein Abitur in Berlin am Askanischen Gymnasium erworben hatte, studierte er von September 1923 bis 1927 zunächst an der dortigen Universität und später in Marburg und Bonn evangelische Theologie und orientalische Sprachen. Am 8. Mai 1928 legte er die erste und am 1. Mai 1931 die zweite theologische Prüfung in Berlin ab. Am 1. April 1931 wurde er von Hans Lietzmann als wissenschaftlicher Mitarbeiter im Seminar für Kirchengeschichte der Universität angestellt. Dort wurde er Mitarbeiter der Kirchenväterkommission der Preußischen Akademie der Wissenschaften und beauftragt, die Werke des Athanasius herauszugeben.
Mit der Arbeit „Der arianische Streit bis zum Jahre 328“ promovierte Opitz 1932 zum Lic. theol., um sich mit seinen „Untersuchungen zur Überlieferung der Schriften des Athanasius“ am 17. Juni 1933 zu habilitieren. Die Veröffentlichung seiner Habilitationsschrift erfolgte 1935. Als Privatdozent hielt Opitz Probevorlesungen über „Origines und Euseb von Caesarea“ und ein Kolleg über die „Kirchengeschichte während des Zeitalters der Völkerwanderung“. 
Opitz war Mitglied der Deutschen Christen und trat zum 1. Mai 1937 der NSDAP bei (Mitgliedsnummer 4.356.742).
Trotz der Unterstützung durch Lietzmann erhielt Opitz weder in Göttingen (1936) noch in Basel (1937) oder Marburg (1938) einen Lehrstuhl. Seine akademische Laufbahn wurde durch einen Konflikt zwischen seinem Lehrer Hans Lietzmann und dessen Berliner Kollegen Erich Seeberg behindert. Obwohl er als Koryphäe unter dem jungen wissenschaftlichen Nachwuchs galt, wurden ihm Theologen aus der Schule Seebergs bei der Besetzung von Stellen vorgezogen.
Nachdem er 1939 einen Lehrauftrag für die freie Lehrkanzel an der Evangelisch-Theologischen Fakultät der Universität Wien erhalten hatte, erfolgte die Berufung zum Dozenten neuer Ordnung am 23. September 1939, und er wurde am 6. Januar 1940 zum Ordinarius bestellt. Opitz arbeitete am Institut zur Erforschung und Beseitigung des jüdischen Einflusses auf das deutsche kirchliche Leben mit.
Am 8. Januar 1940 wurde er zum Kriegsdienst eingezogen. Er starb während des Kriegsdienstes in Lemberg.

## Schriften
- Das syrische Corpus Athanasianum. In: ZNW 33 (1934), S. 18–31.
- Die Zeitfolge des arianischen Streites von den Anfängen bis zum Jahr 328. In: ebd. S. 131–159.
- Die Vita Constantini des Codex Angelicus 22. In: Byz (B) 9 (1934), S. 535–593.
- Untersuchungen zur Überlieferung der Schriften des Athanasius (= Arbeiten zur Kirchengeschichte 23), 1935.